# ديفيد هاي (سياسي)
ديفيد هاي (بالإنجليزية: David Hay)‏ هو سياسي نيوزلندي، ولد في 1940 في أوكلاند في نيوزيلندا.